# Världsmästerskapen i hastighetsåkning på skridskor 1908
Världsmästerskapen i hastighetsåkning på skridskor 1908 avgjordes under perioden 8-9 februari 1908 på Eisstadion i Davos i Schweiz.
För första gången delades silver- och bronsmedaljer ut. Ett poängsystem infördes för att rangordna de tävlande, men fortfarande gällde regeln att det räckte att vinna tre av fyra lopp för att kunna titulera sig världsmästare.
Oscar Mathisen vann tre lopp, och blev världsmästare. Han fick också lägst antal poäng.

## Allroundresultat
| Placering | Åkare            | Nation         | Poäng | 500 meter  | 5 000 meter   | 1500 meter  | 10 000 meter |
| 1         | Oscar Mathisen   | Norge          | 13    | 54.4 (14)* | 8:55.4 (1)    | 2:20.8 (1)  | 18:01.8 (1)  |
| 2         | Martin Sæterhaug | Norge          | 13,5  | 46.2 (4)   | 9:04.4 (4)    | 2:23.4 (2)  | 18:28.6 (5)  |
| 3         | Moje Öholm       | Sverige        | 15    | 45.2 (2)   | 9:04.8 (5)    | 2:23.6 (4)  | 18:30.2 (6)  |
| 4         | Gunnar Strömstén | Finland        | 16    | 47.2 (7)   | 9:01.6 (3)    | 2:25.4 (7)  | 18:04.0 (2)  |
| 5         | Antti Wiklund    | Finland        | 16    | 47.4 (8)   | 9:01.4 (2)    | 2:24.2 (5)  | 18:24.0 (4)  |
| 6         | Thomas Bohrer    | Österrike      | 19,5  | 46.2 (4)   | 9:42.8 (8)    | 2:27.6 (9)  | 18:21.2 (3)  |
| 7         | Arne Schrey      | Finland        | 23    | 46.4 (6)   | 9:07.6 (6)    | 2:24.4 (6)  | 18:55.2 (8)  |
| 8         | Jean Pettersson  | Sverige        | 30    | 48.4 (10)  | 9:53.0 (9)    | 2:29.8 (11) | 18:53.0 (7)  |
| 9         | Ejnar Sørensen   | Danmark        | 36    | 49.6 (11)  | 10:26.4* (15) | 2:34.0 (13) | 19:07.4 (9)  |
| 10        | Frederick Dix    | Storbritannien | 38    | 51.6 (13)  | 9:54.0 (10)   | 2:35.0 (14) | 19:11.4 (10) |
| NC        | Johan Vikander   | Finland        | -     | 44.8 (1)   | 9:20.6 (7)    | 2:23.4 (2)  | NS           |
| NC        | Sigurd Mathisen  | Norge          | -     | 45.4 (3)   | 9:56.4 (11)   | 2:26.2 (8)  | NS           |
| NC        | Franz Wathén     | Finland        | -     | 47.4 (8)   | 10:00.8 (12)  | 2:27.8 (10) | NS           |
| NC        | Franz Schilling  | Österrike      | -     | 50.4 (12)  | 10:07.2 (13)  | 2:32.0 (12) | NS           |
| NC        | Henny Kalt       | Nederländerna  | -     | NF         | 10:18.6 (14)  | NS          | NS           |

 * = Föll
NC = Utan slutplacering
NF = Slutförde ej tävlingen
NS = Startade ej
 DQ = Diskvalificerad
Source: SpeedSkatingStats.com

## Regler
Fyra distanser åktes:
- 500 meter
- 1500 meter
- 5000 meter
- 10000 meter

Ranking gjordes efter ett poängsystem. Poängen delades ut till åkare som åkt alla distanser. Slutrankingen avgjordes sedan genom att rangordna åkarna, med lägsta poäng först.
- 1 poäng för 1:e plats
- 2 poäng för 2:a plats
- 3 poäng för 3:e plats
- och så vidare

Dåtida godkände också att om någon vunnit minst tre av fyra distanser blev denna världsmästare.
Silver- och bronsmedaljer delades ut.

### Fotnoter
1. ↑  ”Results of the 1908 World Championship Allround Men”. SpeedSkatingStats.com. http://www.speedskatingstats.com/index.php?file=championships&g=m&type=wchall&year=1908. Läst 25 augusti 2012.